# Judith Uitermark

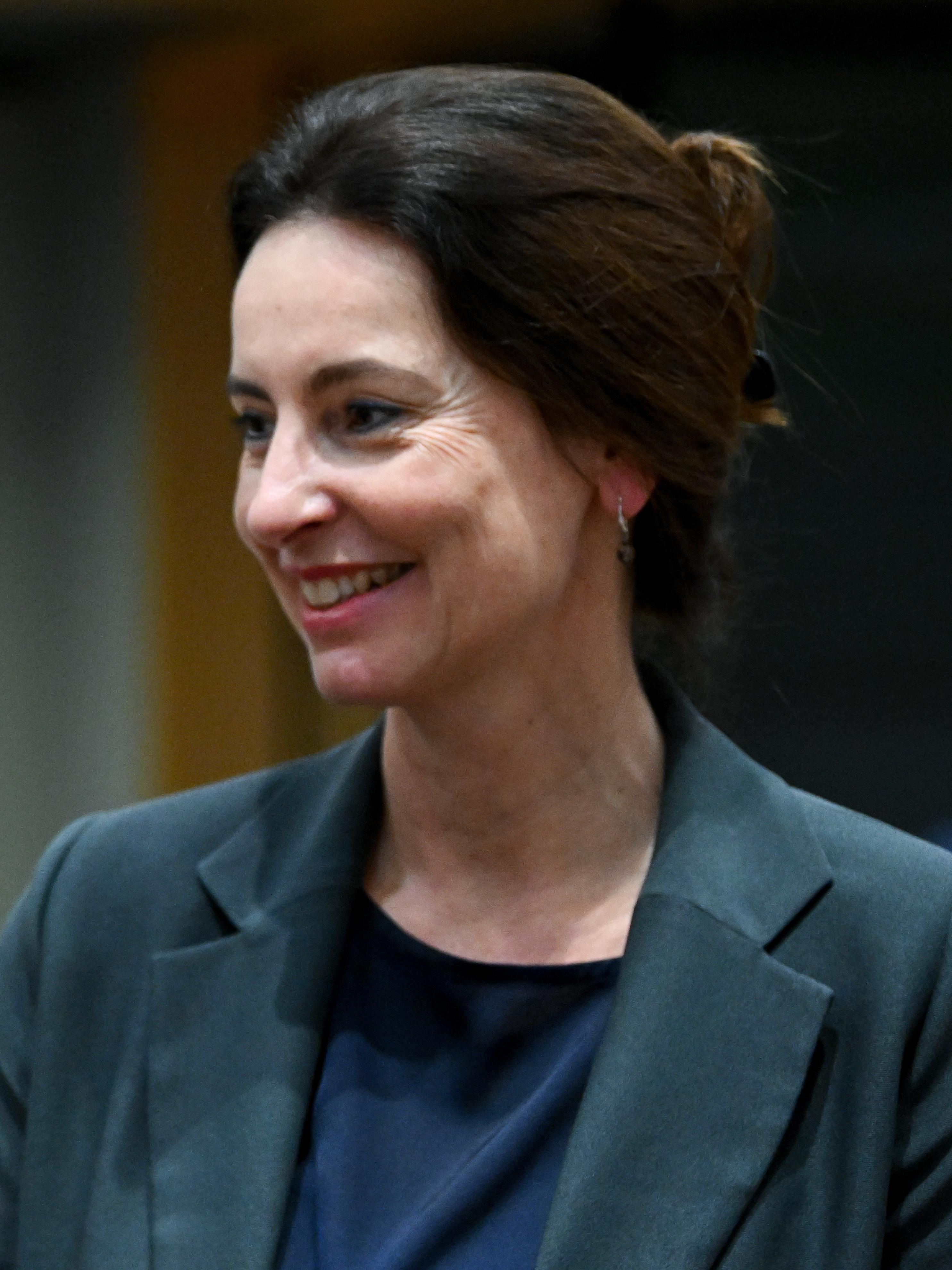
Judith Uitermark, 2024

Judith Johanna Marianne Uitermark (* 20. September 1971 in Edam, Noord-Holland) ist eine niederländische Richterin und Politikerin des Nieuw Sociaal Contract (NSC). Seit dem 2. Juli 2024 ist sie Ministerin für Inneres und Königreichsbeziehungen im Kabinett Schoof. Davor war sie seit dem 6. Dezember 2023 Mitglied der Zweiten Kammer der Generalstaaten. 
Nach Erreichen der Fachhochschulreife (HAVO) studierte Uitermark zunächst von 1988 bis 1993 International Business an der Wirtschaftshochschule HEAO Haarlem. Dann absolvierte sie von 1994 bis 2001 ein Studium des niederländischen Rechts an der Universität Amsterdam. An der Rechtbank Utrecht durchlief sie anschließend die Richterausbildung, wurde stellvertretende Richterin und 2009 Richterin an der Rechtbank Noord-Holland in Haarlem. Dort war sie bis zu ihrem Wechsel in die Politik als Richterin (bzw. ab 2020 Oberrichterin) in den Abteilungen Strafrecht sowie Familien- und Jugendrecht tätig. Zusätzlich war sie von 2015 bis 2022 nationale Koordinatorin für Mediation in Strafsachen beim Raad voor de rechtspraak (Rat für das Justizwesen).
Vor ihrem Wechsel zum NSC war Uitermark langjähriges Mitglied des Christen-Democratisch Appèl (CDA), für den sie von 1998 bis 2001 dem Haarlemer Stadtrat angehörte. Bei der Parlamentswahl im November 2023 stand sie auf Listenplatz 3 der erst kurz zuvor vom ehemaligen CDA-Abgeordneten Pieter Omtzigt gegründeten Partei Nieuw Sociaal Contract (Neuer Gesellschaftsvertrag).